# Lucio Bukowski

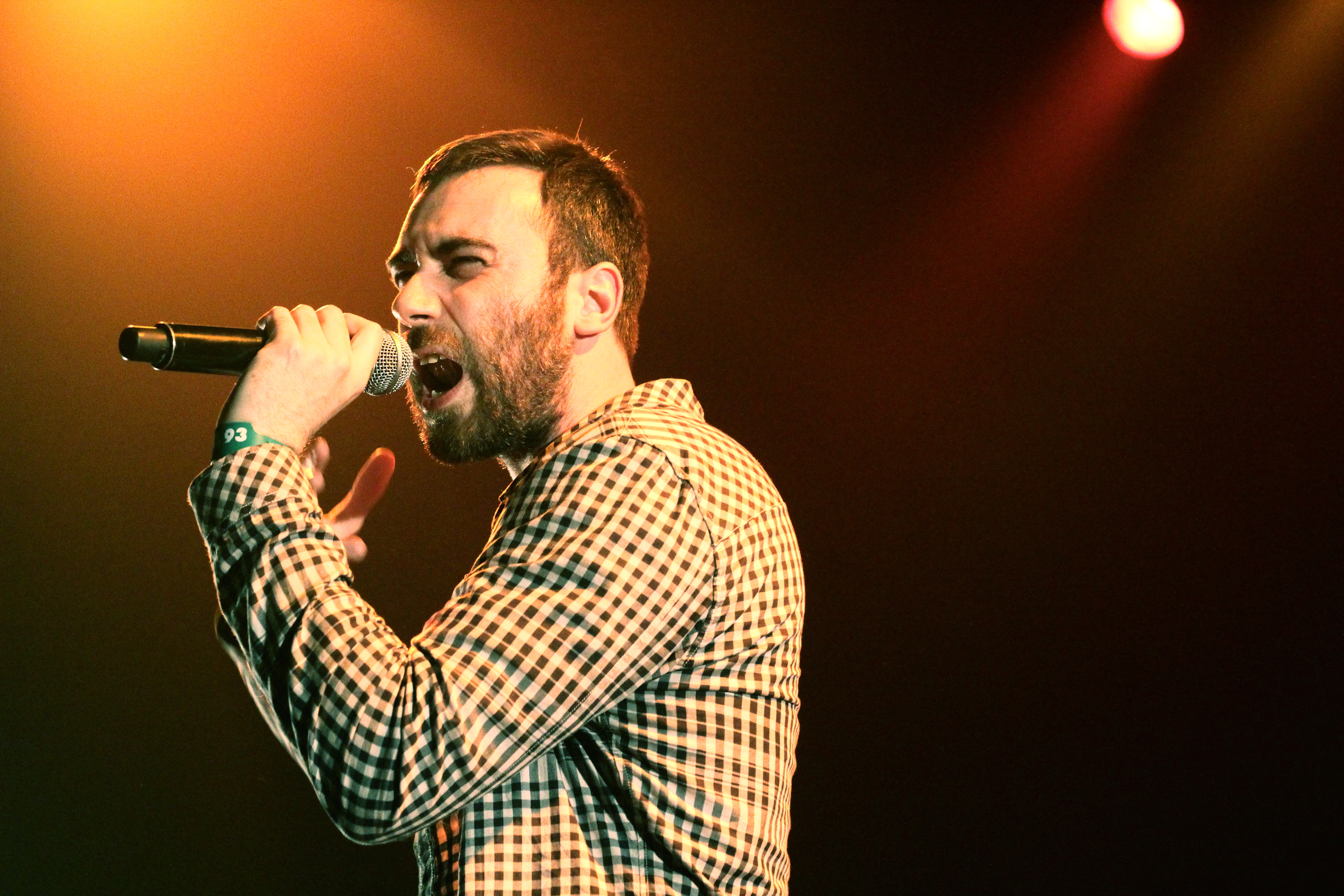
Lucio Bukowski (2014)

Lucio Bukowski, bürgerlich Ludovic Villard (* 1983 in Lyon), ist ein französischer Autor, Rapper, Beatmusiker, Komponist und Dichter. Sein Künstlername nimmt Bezug auf den Schriftsteller Charles Bukowski. Er ist auch Mitglied der Gruppe L’Animalerie.

## Biografie
Bukowski wuchs in Saint-Priest auf. Er versteht sich als Untergrundkünstler. Er ist ein Dichter mit einem poetischen wie auch anarchistischen Stil. Sein Rap ist durch viele literarische Einflüsse wie von Dylan Thomas, Charles Bukowski, Dostojewski oder Louis Calaferte langsam gereift. Man kann in seinen Texten ein allgegenwärtiges Gefühl von Schwermut beobachten.
Bukowski zeigt durch viele Texte seine ideologische Zugehörigkeit zum Anarchismus. Er nennt mehrmals den russischen Anarchisten Bakunin, den englischen Schriftsteller Orwell sowie den russischen Anarchisten Kropotkin.

## Diskografie

### Studioalben
- 2012: Sans signature
- 2014: L'art raffiné de l'ecchymose – mit Nestor Kéa
- 2015: La Plume et le Brise-Glace – mit Anton Serra und Oster Lapwass
- 2015: Kiai Sous La Pluie Noire – mit Kyo Itachi
- 2016: Atman – Instrumentalalbum unter dem Namen Louise Kabuki
- 2016: ODERUNT POETAS – mit Oster Lapwass
- 2016: HOURVARI – mit Milka

### EPs
- 2010: Ebauche d'un autoportrait raté – mit Oster Lapwass
- 2011: Lucio Milkowski – mit Milka
- 2011: Lucio Milkowski Deux – mit Milka
- 2012: Le chant du pendu – mit Tcheep
- 2012: Le feu sacré des grands brûlés – mit Oster Lapwass
- 2013: La noblesse de l'échec – mit Mani Deïz
- 2013: Lucio Milkowski Trois – mit Milka
- 2013: De la survie des fauves en terre moderne – mit Tcheep
- 2013: Opium Hill (unter dem Namen Haymaker)
- 2013: L'Homme Vivant – mit Haymaker
- 2014: Golgotha – mit Haymaker und Louise Kabuki
- 2014: Rhum vieux, amour & Nautilus (unter dem Namen Haymaker)
- 2014: ... – mit Mani Deïz
- 2014: Études & collages instrumentaux (unter dem Namen Louise Kabuki)
- 2014: Tchouen (La difficulté initiale) – mit Ludo
- 2015: Jours sans Horloges (Instrumentalmusik unter dem Namen Ludo)
- 2015: L'Homme alité
- 2015: Jours sans Horloges (vol. 2) (Instrumentalmusik unter dem Namen Ludo)

### Zusammenstellungen
- 2011: Chansons posthumes et autres titres égarés (2005–2010)
- 2012: Saletés poétiques (2007–2012) – mit Nestor Kéa

### Zusammenarbeit
- 2015: Ô – mit Haymaker, Nestor Kéa und Louise Kabuki unter dem Namen Entartete Quartet
- 2016: LE MONT ANALOGUE – mit Giallo & Ignatius Po

| Personendaten    | Personendaten                                                   |
| ---------------- | --------------------------------------------------------------- |
| NAME             | Bukowski, Lucio                                                 |
| ALTERNATIVNAMEN  | Villard, Ludovic (wirklicher Name)                              |
| KURZBESCHREIBUNG | französischer Autor, Rapper, Beatmusiker, Komponist und Dichter |
| GEBURTSDATUM     | 1983                                                            |
| GEBURTSORT       | Lyon                                                            |